# Ereteken voor Leden van de Brandweren
Het Ereteken voor Leden van de Brandweren (Duits: Ehrenzeichen für Mittglieder de Feuerwehren) was een onderscheiding van het kleine Duitse hertogdom Saksen-Altenburg. De onderscheiding werd ingesteld door de regerende hertog Ernst II van Saksen-Altenburg en bestond tot de val van de monarchie in november 1918. Deze onderscheiding werd sinds 1900 in een iets andere vorm ook als Ereteken van de Brandweer in het hertogdom Saksen-Coburg en Gotha uitgereikt.
Het versiersel is een opengewerkte vergulde zilveren gesp op een stukje om een plaatje metaal gevouwen groen lint met grijswitte bies. Een dergelijke gesp werd een schnalle genoemd en is typisch Duits. Een brandspuit en een brandweerhelm met twee bijlen flankeren een gekroond Saksisch wapen met de kroon van wijnruit. Rond het wapen hangt een toegeknoopte kousenband met het motto van de Ernestijnen FIDELITER ET CONSTANS.
De schnalle werd op de linkerborst gedragen.

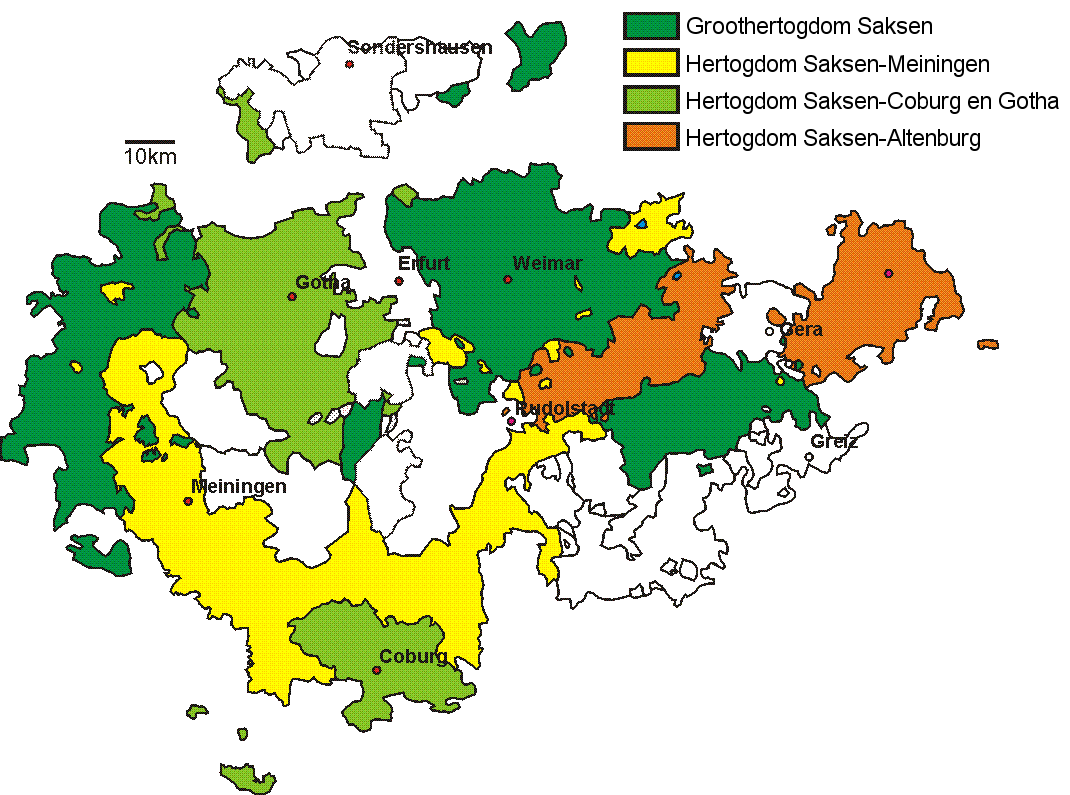
De verspreide bezittingen van de Ernestijnen

In Saksen-Coburg en Gotha was er een Ereteken van de Brandweer. Het groothertogdom Saksen bezat een Ereteken voor de Brandweer. In alle drie de gevallen gaat het om een gesp die slechts in details verschilt van de gesp in de twee andere staten. De achtergrond van het gezamenlijk instellen van een brandweeronderscheiding van de extreme versnippering van de bezittingen van de Ernestijnen over tientallen verspreid liggende exclaves en enclaves in Thüringen. Dat betekende dat de brandweren vaak moesten uitrukken voor een brand die over de grens lag.  